# PEN15
PEN15 é uma série de televisão de comédia americana, criada por Maya Erskine, Anna Konkle e Sam Zvibleman, que estreou em 8 de fevereiro de 2019, no Hulu. A série é estrelada por Erskine e Konkle, que também atuam como produtoras executivas ao lado de Zvibleman, Andy Samberg, Akiva Schaffer, Jorma Taccone, Becky Sloviter, Marc Provissiero, Brooke Pobjoy, Debbie Liebling e Gabe Liedman.
Em maio de 2019, o Hulu renovou a série para uma segunda temporada de quatorze episódios, a primeira metade da qual estreou em 18 de setembro de 2020.

## Produção

### Desenvolvimento
Em 19 de abril de 2018, o Hulu anunciou que havia encomendado à produção uma temporada de dez episódios, com Erskine e Konkle roteirizando e Zvibleman na direção de vários episódios. As produtoras envolvidas na série deveriam consistir em The Lonely Island, Party Over Here, Odenkirk Provissiero e AwesomenessTV. Em 19 de novembro de 2018, foi anunciado que a série iria estrear em 8 de fevereiro de 2019. Em 1 de maio de 2019, o Hulu anunciou uma segunda temporada da série, com os primeiros 7 episódios estreando em 18 de setembro de 2020. A data de lançamento dos episódios restantes ainda não foi anunciada.

### Elenco
Juntamente com o anúncio da encomenda da série, foi confirmado que Erskine e Konkle também iriam atuar na série.